# 金帶鸚竺鯛
金線天竺鯛（學名：Apogon aurolineatus），為輻鰭魚綱鈎頭魚目天竺鯛科天竺鯛屬的其中一個種，分布於西大西洋美國佛羅里達州南部與巴哈馬到庫拉索島、委內瑞拉海域，深度1至75公尺，本魚體延長，頭大、眼大，口大且斜裂，頜齒細小，鋤骨和腭骨通常具齒，舌上無齒，鰓蓋骨後緣棘不發達，背鰭2個，尾鰭截形中央略凹，體被弱櫛鱗，全身淺棕色，有時在眼睛後方或下方有輻射狀的黑色短線紋，體長可達6.5公分，棲息在海草床，夜間出來覓食，屬肉食性，以小型底棲甲殼類為食。繁殖期時，雄魚具有口孵習性，卵約7日化成仔魚，由雄魚吐出，具短暫的仔魚飄浮期。